# Thadée Polak
Pour les articles homonymes, voir Polak.
Thadée Polak est un footballeur français d'origine polonaise, né le 2 juin 1932 à Montceau-les-Mines (Saône-et-Loire) et mort le 23 septembre 2024 à Lyon. Ce défenseur central joue entre 1952 et 1967, principalement à Sedan et Lyon.

## Palmarès
- Vainqueur de la Coupe de France 1961 (avec l'UA Sedan-Torcy) et 1964 (avec l'Olympique lyonnais)
- Finaliste de la Coupe de France 1963 (avec l'Olympique lyonnais)